# Algiers (provincie)
Algiers (Frans: Alger, Arabisch: ولاية الجزائر, Jezairi) is een van de 58 provincies van Algerije en ligt centraal aan de Middellandse Zeekust van Algerije. In de provincie is ook de nationale hoofdstad van het land, Algiers, gelegen. De provincie heeft een oppervlakte van 1190 vierkante kilometer en telde in 2008 bijna 3 miljoen inwoners.

## Grenzen
Algiers grenst aan drie andere provincies van het land:
- Chlef in het oosten.
- Blida in het zuiden.
- Tlemcen in het westen.

De provincie grenst verder aan:
- De Middellandse Zee in het noorden.

## Districten
De provincie Algiers is onderverdeeld in dertien districten en 57 gemeenten.
De dertien districten zijn:
1. Zéralda
2. Chéraga
3. Draria
4. Birtouta
5. Bir Mourad Raïs
6. Bouzaréah
7. Bab El Oued
8. Hussein Dey
9. Sidi M'Hamed
10. El Harrach
11. Baraki
12. Dar El Beïda
13. Rouïba
Adrar ·
Aïn Defla ·
Aïn Témouchent ·
Algiers ·
Annaba ·
Batna ·
Béchar ·
Béjaïa ·
Biskra ·
Blida ·
Bordj Bou Arréridj ·
Bouira ·
Boumerdès ·
Chlef ·
Constantine ·
Djelfa ·
El Bayadh ·
El Oued ·
El Tarf ·
Ghardaïa ·
Guelma ·
Illizi ·
Jijel ·
Khenchela ·
Laghouat ·
Médéa ·
Mila ·
Mostaganem ·
M'Sila ·
Mascara ·
Naama ·
Oran ·
Ouargla ·
Oum el-Bouaghi ·
Relizane ·
Saïda ·
Sétif ·
Sidi-bel-Abbès ·
Skikda ·
Souk Ahras ·
Tamanrasset ·
Tébessa ·
Tiaret ·
Tindouf ·
Tipaza ·
Tissemsilt ·
Tizi Ouzou ·
Tlemcen